# Xylethrus superbus
Xylethrus superbus är en spindelart som beskrevs av Simon 1895. Xylethrus superbus ingår i släktet Xylethrus och familjen hjulspindlar. Inga underarter finns listade i Catalogue of Life.